# Discovery Passage

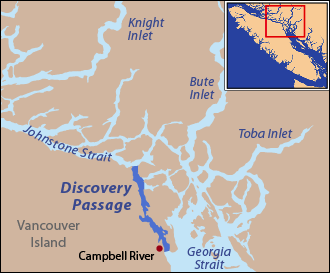
Die Discovery Passage ist die wichtigste Verbindung zwischen der Strait of Georgia und der Johnstone Strait.

Als Discovery Passage oder Discovery-Passage wird eine 25 km lange Wasserstraße am Ostrand von Vancouver Island bezeichnet. Sie trennt die ostwärts dieser Inseln gelegenen Discovery Islands, die vor dem Festland der kanadischen Provinz British Columbia, genauer gesagt in der nördlichen Georgia Strait liegen, von der größten Insel vor der kanadischen Westküste ab. Die Discovery-Passage verbindet die Georgia Strait im Süden mit der Johnstone Strait im Norden. An ihrer Ostseite liegen vor allem Quadra und Sonora Island. Ihre engste Stelle sind die Seymour Narrows. Ihr südlicher Eingang liegt etwa auf der Höhe von Campbell River und wird durch das Cape Mudge Lighthouse gekennzeichnet.
Bei seiner Entdeckungsreise durch den pazifischen Nordwesten erreichte im Jahr 1792 der britische Entdecker George Vancouver, mit den Schiffen HMS Discovery und HMS Chatham, die Region. In den Gewässern vor dem heutigen Vancouver war er zuvor auf die spanischen Entdecker Dionisio Alcalá Galiano und Cayetano Valdés y Flores, mit deren Schiffen Sutil und Mexikana, getroffen. Die beiden Gruppen arbeiteten bei der Kartographierung der Gewässer zwischen dem Festland und Vancouver Island eine Zeit lang zusammen, weswegen hier verschiedene Inseln und Buchten zeitweise auch spanische Namen trugen. Den Namen der Passage erhielt sie von George Vancouver nach seinem Schiff HMS Discovery, ebenso wie er das erste Dorf, das er anfuhr, nach einem seiner Offiziere (Cape Mudge) benannte. Die Passage wird heute als Teil der Inside Passage von zahlreichen Schiffen befahren, die von Vancouver bzw. Victoria, geschützt vor den pazifischen Winden, hinter den Inseln entlang fahren.
Auf der größten Insel ostwärts der Passage, auf Quadra Island, leben rund 2500 Einwohner, von denen rund 1000 der Kwa' Kwa' Ka' Wa'Kw First Nation angehören, die wiederum zu den Kwakwaka'wakw gehört. Sie leben dort etwa seit den 1840er oder 1850er Jahren. Auf der Insel befindet sich das Nuyumbalees Cultural Centre.